# Ari Helenius
Ari Helenius, né le 3 septembre 1944 à Oulu, en Finlande, est un professeur émérite finlandais de biochimie connu pour ses recherches en virologie.

## Biographie
Ari Helenius complète son doctorat sous la direction de Kai Simons à l'Université d'Helsinki en 1973. De 1975 à 1981, Helenius travaille comme scientifique au Laboratoire européen de biologie moléculaire nouvellement créé. De 1981 à 1997, il est professeur à l'Université Yale, où il est directeur du département de biologie cellulaire de 1992 à 1997,. En 1997, il rejoint l'École polytechnique fédérale de Zurich en tant que membre fondateur de l'Institut de biochimie.

## Recherche
Ses recherches lui ont valu des prix pour la caractérisation de la manière dont les virus pénètrent dans les cellules et pour les méthodes de repliement et d’assemblage des protéines. En 1999, il est nommé membre de l' Organisation européenne de biologie moléculaire (EMBO).

## Prix et distinctions
- 1973 Prix Komppa pour la meilleure thèse de doctorat en chimie en Finlande
- 1991 et 1992 Prix de recherche Humboldt[2]
- 1992 Bourse Lamb de  Pathogenèse moléculaire à l'Université Vanderbilt
- 1992 Bourse NICHD en biologie cellulaire du National Institute of Child Health and Human Development (en)
- 1993 Professeur honoraire de l'Université de médecine et de pharmacie Carol Davila, Bucarest
- 1995 Prix Artturi Ilmari Virtanen en biochimie
- 1997 Professeur invité Spinoza à l'université d'Amsterdam
- 2001 Membre élu de l'Académie Léopoldine
- 2002 Membre de l'Academia Europaea[4].
- 2003 Médaille Schleiden de la Leopoldina
- 2003 Membre étranger de l'Académie finlandaise des sciences
- 2003 Prix Ernst-Jung (en) de médecine, avec Reinhard G. Lührmann (Institut Max-Planck de chimie biophysique, Göttingen)
- 2007 Ordre de la Rose blanche du gouvernement finlandais
- 2007 Prix Marcel Benoist[5]
- 2008 Médaille Van Deenen (de) pour ses recherches de pointe sur les biomembranes[6].
- 2009 Élu associé étranger de la National Academy of Sciences[7]
- 2010 Médaille Otto-Warburg de la Société de biochimie et de biologie moléculaire
- 2010 Élu membre de la  Académie américaine de microbiologie[8]
- Médaille Bijvoet 2010 du Centre Bijvoet pour la recherche biomoléculaire (en) de l'Université d'Utrecht[9].
- 2011 Conférence Heinrich Pette de l'Institut Heinrich Pette[10]
- 2012 Keith R. Porter Lecture (en)
- 2016 Médaille Loeffler-Frosch (de) de la Société de Virologie.